# جيمس ويلسون (سياسي كندي)
جيمس ويلسون هو سياسي كندي، ولد في 1770، وتوفي في 1 سبتمبر 1847. انتخب Member of the Legislative Assembly of Upper Canada ‏ عن دائرة برنس ادوارد (1834 – 1836) وانتخب Member of the Legislative Assembly of Upper Canada ‏ عن دائرة برنس ادوارد (1820 – 1830) وانتخب Member of the Legislative Assembly of Upper Canada ‏ عن دائرة برنس ادوارد (1808 – 1810).